# Gamma Ophiuchi
Désignations
Gamma Ophiuchi (γ Oph, γ Ophiuchi) est une étoile de la constellation d'Ophiuchus. Sa magnitude apparente est de 3,75. D'après la mesure de sa parallaxe annuelle par le satellite Hipparcos, l'étoile est située à environ 103 années-lumière de la Terre. Elle se rapproche du Système solaire à une vitesse radiale de −8 km/s.
Gamma Ophiuchi est une étoile blanche de la séquence principale de type spectral A0 V. Elle possède presque trois fois la masse du Soleil et 1,8 fois son rayon. Elle est 29 fois plus lumineuse que le Soleil, et rayonne depuis son atmosphère externe à une température effective de 9 506 K. Elle émet un excès d'émission en infrarouge, suggérant la présence d'un disque circumstellaire de poussière à un rayon orbital de 64 ua de l'étoile. L'âge du système est estimé à environ 184 millions d'années.